# Судилівка
Судилівка  — річка в Україні, у межах Шептицького району Львівської області та (частково) Луцького району Волинської області. Ліва притока Стиру (басейн Дніпра).
Витоки розташовані на південь від с. Синьків. Тече південними окраїнами Горохівської височини, переважно на схід, впадає у Стир на південний захід від м. Берестечка.
Довжина Судилівки 27 км, площа басейну 290 км². Річкова долина невиразна. Заплава подекуди заболочена, завширшки до 500 м. Ширина річки на окремих ділянках до 10—12 м, глибина до 1—1,5 м. Похил річки 1,4 м/км. У верхній течії річка каналізована.

## Притоки
- Небіжка (ліва), Вигода (права).